# Knutsgillen
Knutsgillen är samlingsbenämningen på ett antal ursprungligen medeltida danska köpmansgillen, av vilka vissa i dag kvarlever som ett slags sällskapsordnar i främst Skåne, men även i Danmark och Tyskland.

## Historik
Knutsgillen (S:t Knutsgillen), var andlig-sociala gillen, som uppstod i Danmark under medeltiden och av vilka lämningar ännu finns i Lund, Malmö och Ystad. Dessa gillen uppkallades efter dels konung Knut den helige (mördad 1086), Danmarks nationalhelgon, dels hertig Knut Lavard (mördad 1131), Själlands skyddshelgon.
De äldsta Knutsgillena uppstod i mitten av 1100-talet, bland annat i Slesvig. Äldst var kungliga Knutsgillet i Odense och det hertigliga i Ringsted. Som de två nämnda grupperna av gillen hade samma syften (de avsåg inbördes skydd, understöd och rättskipning) och upptog åtskilligt från varandra, föll med tiden i glömska vilketdera helgonet ursprungligen varit varje särskilt gilles skyddspatron.
De var ursprungligen helgade åt den danske hertigen och helgonet Knut Lavard, och dennes gravort Ringsted blev tidigt en centralort för de olika gillena. Senare under medeltiden kom åtskilliga av gillena att mer förknippas med Knud Lavards mer kände farbror, helgonkungen Knut den helige och centralorten flyttades till Skanör, där de olika gillenas åldermän träffades till så kallade synoder. Vid synoden 1256 samlades aderton av Knutsgillena i Skanör och beslöt att alla gillena skulle ha samma regelverk.
Med sjöfarande handelsmän spreds knutsgillena under medeltiden i stora delar av Östersjöområdet även utanför det dåvarande Danmark. Totalt finns 50 medeltida gillen belagda, varav 30 i det nuvarande Danmark, nio i Skåne, Halland och Blekinge och återstoden i Sverige och Baltikum. De nordligaste gillena fanns i Sigtuna och på Åland.
Gillena fungerade dels som ekonomiska nätverk, dels som ett socialt skyddsnät där medlemmarna exempelvis hjälpte till att sörja för avlidna bröders änkor och barn. Man hade också en viss karaktär av lokalförsvar och tränade därför regelbundet i olika former av skytte (så kallade papegojskjutningar). Stadsdelen Papegojlyckan i Lund är uppkallat efter dess tidigare skjutningsplats.
I och med den danska reformationen 1536 upplöstes de flesta av knutsgillena på grund av deras koppling till helgonkult. Några omvandlades till sekulära skyttegillen.
I Skåne har med visshet Knutsgillen funnits i Skanör (sannolikt det äldsta), Falsterbo, Landskrona, Ö Tommarp, Malmö, Lund och Ystad. De tycks ha haft en gemensam överstyrelse med "generalsynod" i Skanör. Genom reformationens stormar sopades nästan alla de religiös-sociala gillena bort (grundvalen för dessa var ju helgondyrkan). Av de återstående, delvis omdanade efter tidens krav, var Knutsgillet i Malmö, som antagligen var kungligt, mest ansett. I Skåne överlevde tre i sin ursprungliga form, nämligen de i Malmö, Lund och Ystad. Också gillet i Reval (nuvarande Tallinn) överlevde reformationen men upplöstes 1920. Gillet i Flensburg lades ned 1526 men återupprättades redan 1578.
Dokumentariskt omnämns det första gången i Valdemar Atterdag:s privilegier för Malmö 1360, men är säkerligen äldre; de äldsta protokollen börjar med år 1400. Utom en högste styresman, praepositus ("skråprosten", för det religiösa), en senator eller ålderman (för de världsliga angelägenheterna), en skrivare och sex praeparatores (gärdesmän, för gillesfesterna) fanns ett särskilt slags ämbetsmän (i senare tider alltjämt två), stolsbröderna, som var bisittare i gillesrätten. I Malmögillet omtalas de först 1460; deras uppgift bestod då i att brygga gott öl till samkvämen.
Vid själva kalasen tycks "brödernas" och "systrarnas" barn samt tjänstefolk, men endast under vissa villkor, haft tillåtelse att hälsa på. Det gamla gilleshuset låg i hörnet av nuvarande Gråbröders- och Västergatorna, men torde vid reformationen ha indragits till kronan. Sedermera inrymdes gillet vid Stortorget i Malmö 1546 uppförda nya rådhus ("Knutssalen").
Efter reformationen blev Malmö Knutsgille småningom väsentligen ett högförnämt parad- och festgille, vilken prägel det i viss mån bibehållit. Det räknade bland sina medlemmar konungar och furstar samt större delen av skånska adeln. Under 1600-talet blev gillets festligheter allt talrikare och alltmer överdådiga. Sedan 1604 har härskat bruket, att för var och en av de intagna nya medlemmarna antecknas en eller två (mestadels det senare) så kallade "forlofuer", det vill säga faddrar eller borgesmän. Under 1700-talet tillhörde en mängd av Sveriges mest framstående personligheter gillet, som fick tillfälle att utveckla mycken glans och ståt samt demonstrera sin rojalism. Efter en tynande tillvaro under en del av 1800-talet har det sedan ånyo visat livaktighet genom lysande baler. Alltjämt bibehölls även bruket att låta "Knutsklockan" ljuda vid gillesmedlemmarnas begravning. – Ystadsgillets blomstring har inträffat långt senare än Malmögillets.
Mera bekant är dock S:t Knutsgillet i Lund, omnämnt först på 1300-talet fastän det antagligen är betydligt äldre (Knut den helige var Lunds domkyrkas främste välgörare). Efter att först ha varit en inflytelserik religiös-juridisk inrättning, i besittning av betydande räntor och egendomar, ombildades det efter reformationen (såsom skråordningen 1586 visar) till en skytte- och understödsförening, som bland annat firade den gammalnordiska majfesten och anställde årliga målskjutningar. Mot slutet av 1600-talet nedsjönk gillet till ett fåtaligt, högeligen kälkborgerligt lag av dryckesbröder och blev under 1700-talet ett likbärarlag.
Från 1801 utvecklades det dock i annan riktning, i det universitetets lärare och ortens bildade familjer lät invälja sig; det blev då en förening för finare sällskapsnöjen (baler) jämte välgörenhet. I spetsen för gillet stå en ålderman, en vice ålderman och en stolsbroder. Årshögtiden firas 13 januari (Knutsdagen).

## Nutida knutsgillen
I modern tid har ett antal av de nedlagda gillena återupplivats, främst inom nuvarande Sverige, och 2005 fanns elva aktiva knutsgillen:
- Sankt Knuts Gille i Flensborg (Flensburg)
- Sankt Knuts Gille i Laholm
- Sankt Knuts Gille i Landskrona
- Sankt Knuts Gille i Lund
- Sankt Knuts Gille i Malmö
- Sankt Knuts Gille i Ringsted
- Sankt Knuts Gille i Ronneby
- Sankt Knuts Gille i Skanör-Falsterbo
- Sankt Knuts Gille i Tumathorp (Tommarp)
- Sankt Knuts Gille i Visby
- Sankt Knuts Gille i Ystad

De moderna Knutsgillen har en huvudsakligen social karaktär och arrangerar i regel årliga baler och andra sällskapsaktiviteter. Rester av den äldre funktionen av socialt skyddsnätverk finns dock kvar i form av till exempel utdelande av ekonomiskt understöd till behövande äldre medlemmar.